# Мартін (Небраска)
Мартін (англ. Martin) — переписна місцевість (CDP) в США, в окрузі Кейт штату Небраска. Населення — 76 осіб (2020).

## Географія
Мартін розташований за координатами 41°15′29″ пн. ш. 101°42′32″ зх. д. / 41.25806° пн. ш. 101.70889° зх. д. (41.258135, -101.709005).  За даними Бюро перепису населення США в 2010 році переписна місцевість мала площу 0,93 км², уся площа — суходіл.

## Демографія
Згідно з переписом 2010 року, у переписній місцевості мешкали 92 особи в 51 домогосподарстві у складі 29 родин. Густота населення становила 99 осіб/км².  Було 114 помешкання (123/км²).
Расовий склад населення:
| - 95,7 % — білих - 1,1 % — корінних американців - 1,1 % — осіб інших рас |

До двох чи більше рас належало 2,2 %. Частка іспаномовних становила 3,3 % від усіх жителів.
За віковим діапазоном населення розподілялося таким чином: 10,9 % — особи молодші 18 років, 55,4 % — особи у віці 18—64 років, 33,7 % — особи у віці 65 років та старші. Медіана віку мешканця становила 59,0 року. На 100 осіб жіночої статі у переписній місцевості припадало 124,4 чоловіків;  на 100 жінок у віці від 18 років та старших — 105,0 чоловіків також старших 18 років.
Цивільне працевлаштоване населення становило 36 осіб. Основні галузі зайнятості: будівництво — 66,7 %, фінанси, страхування та нерухомість — 25,0 %, роздрібна торгівля — 8,3 %.